# Walter Tchassem
Walter Tchassem, né le 1er janvier 1965 à Yaoundé au Cameroun est un homme d’affaires,  basé en Russie à Moscou. Il est m actif dans la restauration , le street wear.  Producteur de musique dans le label blackstar Russie et blackstar France.    
En 2023, Il se lance sur des projets d’investissements en Afrique.   
Avec son épouse Cindy, ils forment le couple Afro , le plus riche de Russie.

## Biographie

### Enfance, éducation et débuts
Walter Tchassem né le 1er janvier 1965 à Yaoundé , est originaire du Cameroun, ses parents sont originaires de l'ouest du Cameroun. Il est fils de diplomate camerounais affecté en Russie en 1994.  
Cindy et Walter se marient en 2012 lors de leur rencontre à Paris. Cindy dit de Walter qu'il est un fashion addict. 

### Carrière
Ils font fortune dans le street wear, la restauration et la production de musique à Moscou en Russie. Ils possèdent des fastfoods avec des centaines de franchises dans les pays de l'ancien block soviétique et en Californie. Ils sont aussi actifs dans des laveries d'automobiles. 
La compagnie Blackstar, fondée en 2006, avec des amis d’enfance dont le rappeur Timati (Timour Iounousov) et Pavel Kouryanov. Walter Tchassem supervisant les aspects financiers de la holding,,. 
Le groupe se lance en France en 2021 en partenariat avec Maître Gims, Et développe le label blackstar france à paris. 
Son épouse et son fils aîné Kieth alias WK qu’il a eu dans sa première relation, qui s'occupe des relations publiques de Blackstar, soutient un orphelinat à Bonabéri au Cameroun. Ils sont considérés comme les africains les plus riches de Russie avec une fortune estimée à 300 millions de dollars américains. 